# Ерменехільдо Англада Камараса

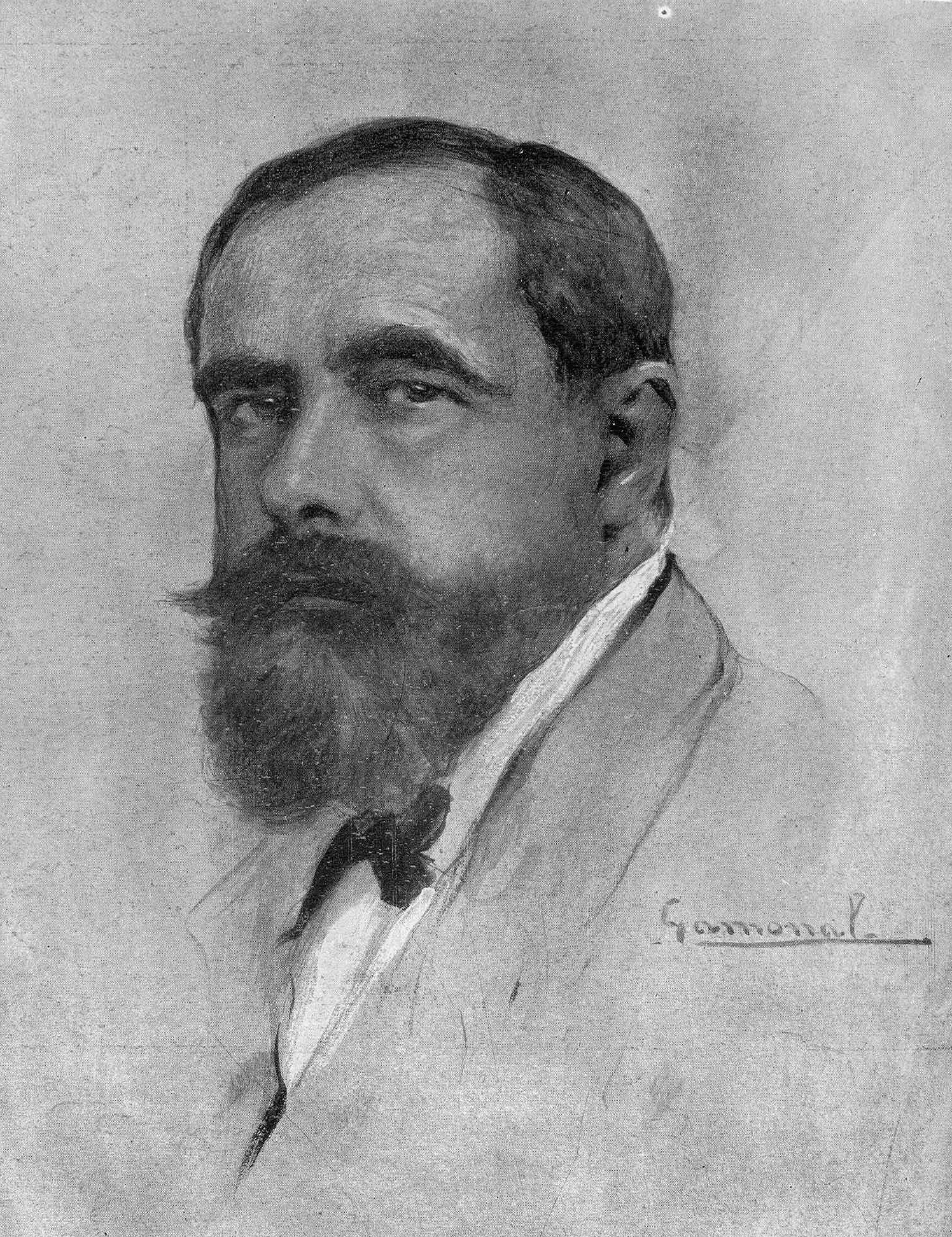

Ерменехільдо Англада Камараса (ісп. Hermenegildo Anglada Camarasa; 11 вересня 1871, Барселона — 7 липня 1959, Мальорка) — іспанський художник.
Навчався в Барселонській школі мистецтв яка залишила слід в його ранніх роботах де помітний вплив тамтешнього учителя Модеста Урхеля. У 1897 році Англада переїхав до Парижу, що дозволило йому більшою мірою звільнитися від залежностей; хоча, власний стиль Англади в дечому споріднений Деґа і Тулуз-Лотрека, та частково Клімта. У Парижі художник завершив своє навчання в майстерні Жюльєна та Академії мистецтв фр. Colarassi. Його перша виставка відбулася в Парижі у 1899 році і мала великий успіх. У 1901 році він взяв участь в міжнародній виставці в Дрездені, а в подальшому його виставки відбувалися по всьому світі, був удостоєний золотих медалей в Венеції (1907) і Буенос-Айресі (1910). Одна з його найважливіших робіт Портрет Соні Кламері.

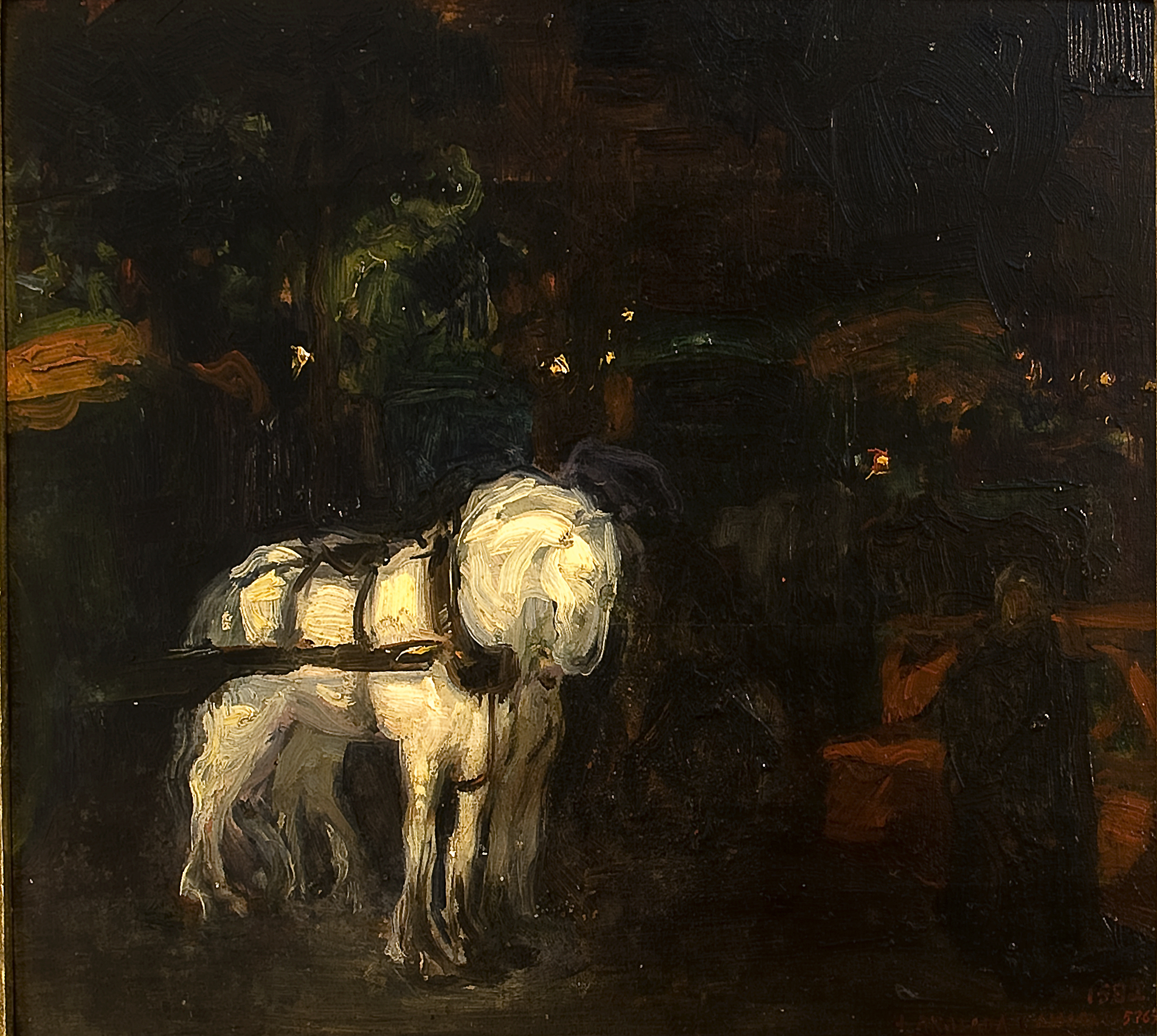
«Нічний ефект» Париж, 1901. Бібліотека-музей Віктора Балагера

Картини художника дуже барвисті, в них відчувається свято, багато елементів фольклору Венеції та Риму. Певним етапом в творчості Англади було захоплення пейзажем — перші роботи були виконані в натуралістичному стилі, який поступово зміщувався до імпресіоністичного, збільшуючись у розмірах.
У 1904—1910 роках, коли художник вже мав міжнародне визнання, він починає писати нічний Париж: кабаре, красуні, танці, чуттєві жінки. В паризькому етапі творчості, певно, найголовнішим об'єктом дослідження була жінка та жіночність. У 1939 році художник виїхав до Франції, де сильно хворіє, але продовжує працювати, головним чином над натюрмортами квітів. Ерменхільдо Англада-Камараса визнаний у всьому світі як знаменитий, талановитий каталонський художник, його роботи знаходяться майже в усіх музеях світу. Його експресивні роботи відрізняються інтенсивними кольорами, які пророкували прихід фовізму. У живій манері письма відчувається сильний східний та арабський вплив. Роботи ходужника демонструвались в містах Європи та Америки. Максим Горький і театральний режисер Всеволод Мейерхольд захоплювалися його живописом.

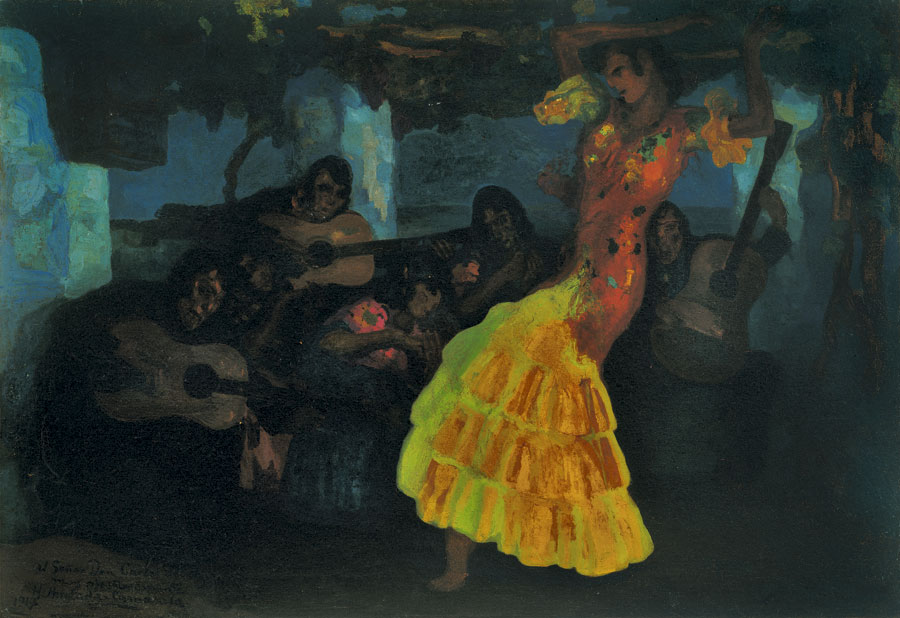
Baile Gitano, Óleo sobre lienzo, Anglada-Camarasa (1914)

У 1914 році він оселився в Порт-де-Полленса (ісп. Port de Pollença) неподалік від Полленси на Майорці і переважно писав пейзажі завжди в більш декоративному, а не реалістичному стилі. В цей період Англада-Камараса був дуже популярним в Європі та США, Латинській Америці, презентуючи картини в багатьох містах, в тому числі Піттсбурзі, Філадельфії, Чикаго, Лос-Анжелесі та Вашингтоні, в Барселоні, в Барселоні, Мадриді, Буенос-Айресі, Пальма де Майорка, Лондоні та Ліверпулі. Під час громадянської війни в Іспанії (1936 — 39 рр.) він жив в Барселоні в монастирі Санта-Марія, Монтсеррат, а потім подався в Pougues-Лез-О, де жив до 1948 року. Був членом багатьох академій та спільнот.
Помер в Порт-де-Полленса на острові Мальорка.

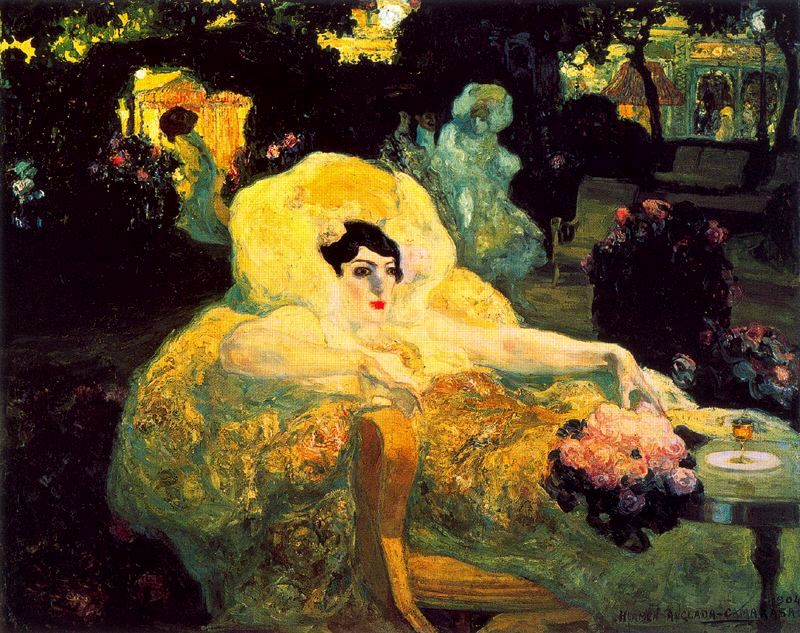
Жінка, Англада Камараса 1904